# Saint-Pierre-du-Mont (Nièvre)
Saint-Pierre-du-Mont is een gemeente in het Franse departement Nièvre (regio Bourgogne-Franche-Comté) en telt 205 inwoners (2009). De plaats maakt deel uit van het arrondissement Clamecy.

## Geografie
De oppervlakte van Saint-Pierre-du-Mont bedraagt 18,4 km², de bevolkingsdichtheid is 11,7 inwoners per km².
De onderstaande kaart toont de ligging van Saint-Pierre-du-Mont (Nièvre) met de belangrijkste infrastructuur en aangrenzende gemeenten.

## Demografie
Onderstaande figuur toont het verloop van het inwonertal (bron: INSEE-tellingen).